# Cukrownia Otmuchów
Cukrownia Otmuchów – cukrownia w Otmuchowie w województwie opolskim., działająca w latach 1881–2009. Cukrownia rocznie produkowała ok. 57 tys. ton cukru, przerabiając 320 tys. ton buraków cukrowych, skupionych od ok. 900 plantatorów w całym województwie opolskim.

## Historia
Cukrownia została założona w 1881 roku. Po II wojnie światowej nadal czynna, w reformie nacjonalizacji przemysłu została upaństwowiona.
W styczniu 1996 roku cukrownia została przekształcona w jednoosobową spółkę Skarbu Państwa. Akcje cukrowni przekształconej w jednoosobową spółkę zostały wniesione do holdingu Śląska Spółka Cukrowa S.A. z siedzibą w Łosiowe. Ostatecznie w kwietniu 2003 roku pakiet akcji holdingu Śląska Spółka Cukrowa S.A. przejął koncern Südzucker AG.
Pod koniec lutego 2009 roku właściciel zakładu ogłosił zaprzestanie produkcji i likwidację zakładu. W czerwcu 2009 roku zakład zamknięto, a w 2013 roku zakład wyburzono.